# فرودگاه اوئسو
 فرودگاه اوئسو (به انگلیسی: Ouésso Airport) یک فرودگاه همگانی با کد یاتا OUE است که یک باند فرود آسفالت دارد و طول باند آن ۲۰۵۰ متر است. این فرودگاه در کشور جمهوری کنگو قرار دارد و در ارتفاع ۳۵۳ متری از سطح دریا واقع شده است.